# Évires
Évires korábbi község (település) Franciaországban, Haute-Savoie megyében. 2017. január 1-jén Thorens-Glières, Aviernoz, Les Ollières és Saint-Martin-Bellevue községgel egyesült és Fillière új község része lett.
Lakosainak száma 1456 fő (2018. január 1.). Évires Arbusigny, La Chapelle-Rambaud, Etaux, Groisy, Menthonnex-en-Bornes, La Roche-sur-Foron és Thorens-Glières községekkel határos.

## Népesség
A település népességének változása:
| Lakosok száma | 1386 | 1426 | 1443 | 1456 |
|               | 2013 | 2015 | 2017 | 2018 |